# Ангел Голомехов
Ангел Н. Голомехов (изписване до 1945 година: Ангелъ Н. Голомѣховъ) е български просветен деец и революционер, деец на Вътрешната македоно-одринска революционна организация.

## Биография
Роден е на 1 ноември 1874 година в град Куманово, тогава в Османската империя. В 1892 година завършва четирикласното българско училище в Скопие. Докато учителства в кумановското село Градище в 1896 година Голомехов събира езиковедски материали за кумановския говор и ги публикува в екзархийския вестник „Новини“. Влиза във ВМОРО и става член на революционния комитет в родния си град. Пострадва по време на Винишката афера от 1897 година и е арестуван от османските власти, като по-късно е освободен.
Работи като учител и учителства в Старо Нагоричане. В Старо Нагоричане се запознава с Петър Манджуков, който го описва като:
| „ | ...един отличен човек, както казваше Кралев, замесен във Виничката афера и впоследствие освободен. | “ |

Докато работи като учител в кумановското село Длъбочица, Голомехов е заловен от османската власт по време на Кумановската афера от ноември-декември 1900 година и е затворен в Скопския затвор. Осъден е на вечен затвор в окови.
Голомехов успява да избяга от затвора и бяга в Свободна България, където се заселва в Красно село в София.